# Фрайбург
Вижте пояснителната страница за други значения на Фрайбург.
Фрайбург (на немски: Freiburg im Breisgau, в превод Фрайбург в Брайзгау) е град в провинция Баден-Вюртемберг, Германия.

## География
Фрайбург се намира в Шварцвалд, на бреговете на река Драйзам в подножието на хълма Шлосберг.
Населението му към 31 декември 2010 г. е 224 191 жители. Площта му е 153,06 км², а гъстотата на населението – 1465 д/км². Той е четвъртият по население град в провинцията след Щутгарт, Манхайм и Карлсруе.
Фрайбург е най-южният голям германски град.

## История
Градът е основан през 12 век от херцог Конрад Церингенски като свободен (независим) търговски град, откъдето идва и името му. Местоположението му е стратегическо, на кръстопът между Северно море и Средиземноморието и между големите европейски реки Рейн и Дунав. Строежът на местната катедрала започва около 1200 г. През 1368 г. става владение на Хабсбургите, които дават на града значително самоуправление. През 1457 г. херцог Албрехт VI основава Алберт-Лудвигския университет, който е сред най-старите в Германия.
През 1520 г. в града са въведени значителни законови реформи – забележително напредничави за времето си, балансиращи между римското право и старите немски традиции и включващи градска конституция. През същата година местните жители се противопоставят на Реформацията, което прави Фрайбург важен бастион на католицизма по горното течение на Рейн. Първият лов на вещици в града се провежда през 1536 г., а 2000 местни жители падат жертви на чумата през 1564 г.
От 17 до 19 век градът е последователно под австрийска, френска, шведска и испанска власт, както и под контрола на държави от Германския съюз.

## Българска общност
Към края на 2015 г. на територията на град Фрайбург живеят 713 българи, като в това число не са включени лицата с двойно гражданство и с български корени. През 1990 г. българските граждани са били 25.

## Побратимени градове
- Безансон, Франция

## Галерия
- Фрайбург в Брайзгау - Freiburg im Breisgau